# Скандола, Джузеппа
Мария Джузеппа Скандола (итал. Maria Giuseppa Scandola, 26 января 1849, Боско-Кьезануова, Венеция — 1 сентября 1903, Lul) — итальянская участница организации «Сёстры-миссионерки Вероны», также известной как Сёстры-миссионерки Комбони. Она служила на территории нынешнего Южного Судана, где и умерла в 1903 году.
Дело о беатификации Скандолы было открыто епископом Вероны в 1977 году. С тех пор дело было принято к расследованию Святым Престолом, в связи с чем её называют Досточтимой.

## Жизнь
Она родилась под именем Мария Тереза Скандола в 1849 году в Вероне; Мария — дочь Антонио Скандолы и Джузеппины Лесо. В 1871 году она встретила Даниэле Комбони, позже объявленного святым, который обсудил с ней свою работу по евангелизации в Центральной Африке и своё видение вовлечения женщин в миссию. Скандола согласилась вступить в религиозный орден, который, как предполагалось для достижения этой цели, будет называться Институтом благочестивых матерей Африки. Она была второй женщиной, присоединившейся к новой организации. В январе следующего года она вступила в послушницы нового религиозного ордена, основанного Комбони в Вероне, пройдя религиозный обряд и получив новое религиозное имя Мария Джузеппа. 19 марта 1877 года она дала вечные религиозные обеты.
Скандола и четыре другие сестры Комбони покинули Верону вместе с Комбони 12 декабря следующего года для своей миссии в Африке, став первыми европейскими женщинами, которые служили миссионерами в этом регионе Африки. Затем она работала, помогая детям в их образовании и духовном развитии в различных городах Англо-Египетского Судана. 21 июня 1903 года она прибыла в Лул, расположенный на берегу Белого Нила, для своей новой миссии, где выучила язык шиллук. Она учила народ, что «нет большей любви, чем положить душу свою за другого» и что истинная любовь такова: «познать Отца и Иисуса Христа, Который хочет, чтобы каждый спасся».
Вскоре после прибытия туда Скандола отдала Богу свою жизнь в обмен на жизнь молодого священника-миссионера Джузеппе Бедуски, который благодаря её благородству смог затем в течение многих лет продолжать свою апостольскую миссию в Африке. Она умерла в Луле 1 сентября 1903 года в возрасте 54 лет.

## Почитание
Дело беатификации Скандолы началось в Вероне после того, как Малакальская епархия, где она умерла, передала дело её родной Веронской епархии 7 октября 1997 года. Она получила титул Слуги Божьей после того, как 23 апреля 2001 года это дело было официально одобрено Святым Престолом. Процесс в Вероне был ратифицирован в 2003 году и привёл к подаче двух частей положения в Конгрегацию по делам святых в 2009 и 2010 годах, которая затем приступила к оценке документации.
Чудо, приписываемое заступничеству Скандолы, было представлено для расследования, и процесс был ратифицирован 17 октября 2013 года. 12 июня 2014 года Папа Франциск утвердил официальный указ о том, что её жизнь была жизнью героической добродетели, благодаря чему она считается достопочтенной, что является шагом в процессе беатификации. Чудо, приписываемое ей, в настоящее время расследуется Конгрегацией по делам святых.